# Rick Sylvester
Rick Sylvester (* 3. April 1942) ist ein US-amerikanischer Bergsteiger, Kunstskispringer und Stuntman. Sylvester wurde vor allem durch eine Stuntszene in dem James-Bond-Film Der Spion, der mich liebte aus dem Jahr 1977 berühmt, in der er als Stuntdouble des Hauptdarstellers Roger Moore mit Skiern von einer Bergklippe in die Tiefe springt, um im freien Fall einen in den Farben des Union Jack gehaltenen Fallschirm zu öffnen.

## Leben
Sylvester, der seit den 1960er Jahren in der Ortschaft Olympic Valley lebt, wo er zeitweise der Ski Patrol, einer Art ehrenamtlichen (?) Bergwacht mit Skiern, angehörte, begann bereits in jungen Jahren als Skifahrer und Bergsteiger auf sich aufmerksam zu machen. Insbesondere in der letzteren Disziplin, in der er sich unter anderem in der Schweiz ausbilden ließ, brachte er es zu großer Kunstfertigkeit. Zu den von ihm als Kletterer bestiegenen Bergen gehört so unter anderem der Mount Kenya, der zweithöchste Gipfel Afrikas.
Öffentliches Aufsehen erregte Sylvester, als er 1971 mit Hilfe von Skiern einen sogenannten Objektsprung, d. h. einen Fallschirmsprung, der ein festes Objekt wie ein Hochhaus oder einen Berg als Absprungspunkt besitzt, von dem sich im Yosemite-Nationalpark in Kalifornien befindlichen Monolithen El Capitan absolvierte. Dabei vollzog er zunächst einen mit großem Anlauf vorbereiteten Skisprung von der Kante des rund 1000 Meter hohen Felsen, um im freien Fall einen Fallschirm zu öffnen und sicher zum Erdboden zu gleiten. Der Sprung vom El Capitan, den Sylvester durch eine ergänzende Skydiving-Ausbildung vorbereitet hatte und den er zwei Male wiederholen sollte, verschaffte Sylvester die Aufmerksamkeit einer Werbeagentur, die ihn engagierte, um einen ähnlichen Stunt für einen Werbefilm für Canadian Club zu inszenieren.
Dieser Werbefilm, bei dem Sylvesters Fallschirm den Namen und die Farbgebung des Produktes nachahmte, machte die Produzenten des sich zu dieser Zeit in seiner Vorproduktion befindenden Films Der Spion, der mich liebte – einem Teil der berühmten Kinoserie um den britischen Geheimagenten James Bond – auf Sylvester aufmerksam. 
Diese heuerten Sylvester an, um einen ganz ähnlichen Stunt für ihren Film durchzuführen: In einer am Mount Asgard auf der Baffininsel in Kanada aufgenommenen Einstellung, die später als Anfangsszene von Der Spion, der mich liebte verwendet wurde, springt Sylvester als Double des Bonddarstellers Roger Moore nach einer rasanten Verfolgungsjagd auf Skiern bei voller Fahrt mit seinen Skiern von einer Bergklippe in einen klaffenden Abgrund, um im freien Fall seinen Fallschirm zu öffnen, der in den Farben des Union Jacks gehalten ist. 
Die Szene, die mit vier Kameras, darunter eine Helikopterkamera, aufgenommen wurde und die noch heute als einer der spektakulärsten Stunts der Serie gilt, kostete die Produktionsgesellschaft Metro Goldwyn Mayer nach Aussage von Sylvester in einem Interview 500.000 US-Dollar und sei damit „der teuerste Stunt der Filmgeschichte“ gewesen; von denen 30.000 US-Dollar direkt als Gage an Sylvester flossen. Zugleich stellte Sylvester mit seinem Sprung aus einer Höhe von 3300 Fuß, knapp 1100 Meter, einen neuen Weltrekord im Base-Jumping auf.
In dem Bond-Film In tödlicher Mission von 1981 doubelte Sylvester Moore erneut, diesmal in einer Bergsteigerszene.

## Filmografie
- 1977: James Bond 007 – Der Spion, der mich liebte (The Spy Who Loved Me)
- 1981: James Bond 007 – In tödlicher Mission (For Your Eyes Only)
- 2013: McConkey (Dokumentarfilm)